# Сад ибн Муаз
Абу Амр Са‘д ибн Му‘аз ибн Ну‘ман аль-Ансари аль-Ауси (араб. سعد بن معاذ‎; ум. 627) — сподвижник пророка Мухаммада. Глава клана Абд аль-Ашхаль племени Аус в Медине. Первоначально был против распространения ислама в Медине и хотел остановить его. Со временем стал одним из самых решительных сторонников ислама в Медине и внёс важный вклад в его широкое признание.

## Биография
Родился в 590 году в Ясрибе (Медине). Происходил из клана Абд аль-Ашхаль племени аус. Его мать — Умм Са‘д Кабша бинт Рафи аль-Ансари из племени хазрадж. Он принимал участие в боях до битвы при Бу‘асе и был ранен. Лидер ауситов в битве при Бу‘асе Худайр ибн Симак причислен к другому клану, но его сын Усайд ибн Худайр, вероятно, был заместителем Са‘да в клане Абд аль-Ашхаль.
После первой присяги при Акабе (621 г.) он принял ислам по предложению Мусаба ибн Умайра, посланного пророком Мухаммадом, чтобы призвать жителей Медины к принятию ислама. После прибытия в Медину Мусаб ибн Умайр поселился в доме Ас‘ада ибн Зураре и осуществлял оттуда призыв. Это обеспокоила Са‘да ибн Му‘аза, и он убедил Усайда ибн Худайра, одного из вождей своего племени, изгнать Мусаба из Медины. Однако, выслушав чтение Мусабом Корана и его проповедь, сначала Усайд, а затем Са‘д обратились в ислам. Когда Са‘д принял ислам, он сразу же собрал своих родственников из клана Абд аль-Ашхаль и сказал, что прервёт свои отношения с теми, кто не примет ислам. Из-за его респектабельной личности его предложение было принято, и в тот день все члены клана Абд аль-Ашхаль обратились в ислам. После этих событий Мусаб ибн Умайр переехал в дом Са‘да ибн Му‘аза и оттуда начал совершать призыв к исламу. За короткое время большинство членов племен аус и хазрадж обратились в ислам. Эта ситуация очень обрадовала Пророка и мусульман Мекки, и немедленно началась подготовка к эмиграции (хиджре). Обращение Са‘да в ислам считается поворотным моментом в исламизации Медины.
Са‘д ибн Му‘аз и клан Абд аль-Ашхаль заботились о мухаджирах, переселившихся в Медину в соответствии с обещанием, данным во второй присяге при Акабе (622 г.). Говоря о превосходстве всех племён ансаров, пророк Мухаммад говорил, что клан Абд аль-Ашхаль был их самой ценной ветвью. В соглашении о братстве (муахат), заключённом между мухаджирами (переселенцами) и ансарами (мединскими мусульманами), Са‘д ибн Му‘аз был объявлен «братом по вере» Абу Убайды ибн аль-Джарраха, а согласно другому сообщению, Са‘да ибн Абу Ваккаса.
Са‘д, отправившийся в Мекку для совершения малого паломничества (умры) вскоре после хиджры, был гостем своего старого друга Умаййи ибн Халяфа, одного из авторитетных многобожников Мекки. Когда он отправился к Каабе для совершения ритуального обхода (тавафа), Абу Джахль пригрозил ему за то, что он принял и приютил Пророка и мусульман в Медине. Са‘д ответил на эту угрозу, заявив, что, если ему будет причинён вред, караваны курайшитов, идущие в Дамаск, окажутся в опасности. Он напугал Умайю, который сказал, что не может так говорить с Абу Джахлем, сообщив ему о словах пророка Мухаммада о том, что он скоро будет убит, и покинул Мекку.
Когда Мухаммад собирался на битву при Бувате, он оставил Са‘да ибн Му‘аза своим заместителем в Медине. Перед битвой при Бадре Пророк спросил Са‘да ибн Муаза, что он думает об участии ансаров в битве. Са‘д сказал, что жители Медины сдержали своё обещание, данное в Акабе, и что они не будут возражать против какого-либо его приказа. После этого пророк Мухаммад начал подготовку к войне. Он был самым авторитетным из ансаров, кто присоединился к Мухаммаду в экспедиции, которая привела к битве при Бадре, и призвал многих других принять в ней участие. Са‘д никогда не отходил от Пророка в самые критические моменты сражений при Бадре. На консультационном совещании по поводу пленных, проведённом после битвы, он заявил, что их следует казнить, но Мухаммад не согласился с этим мнением.
В битве при Ухуде Са‘д выступал за защиту Медины изнутри. Перед этой битвой он несколько ночей стоял на страже у дверей Пророка и шёл перед ним, чтобы обеспечить его безопасность на пути к Ухуду, и был среди тех, кто охранял его на протяжении всей войны.
Са‘д также выполнял важные обязанности в «битве у рва» (627 г.). Когда стало известно, что иудеи бану Курайза, обещавшие защищать Медину вместе с мусульманами, предают и сотрудничают с врагом во время битвы, Пророк послал делегацию из четырёх человек вместе с Са‘дом ибн Му‘азом для изучения ситуации и заключения нового договора. Однако, представители бану Курайза оскорбили членов делегации. Мухаммад связался с вождями племени гатафан, одного из самых могущественных союзников мекканцев, и предложил отдать им треть финиковых доходов в Медине, если они снимут осаду. Получив положительный ответ, он встретился с вождями племён аус и хазрадж Са‘дом ибн Му‘азом и Са‘дом ибн ‘Убадой. Са‘д сказал, что они против того, чтобы давать финики врагу, если только Всевышний Аллах не прикажет им сделать это, и что они не боятся сражаться с врагом. После этого Мухаммад отказался от этой идеи и продолжил сражение. Ближе к концу битвы стрела, выпущенная противниками, попала в руку Са‘да, разорвав ему вены. Пророк Мухаммад лично позаботился о лечении Са‘да, потерявшего много крови, и перевёл его в больничный шатёр рядом с мечетью Пророка (Масджид ан-Набави).
После битвы у рва пророк Мухаммад двинулся на бану Курайза и осадил их крепость. Сдавшись мусульманам, племя бану Курайза согласилось с тем, чтобы их судьбу решил Са‘да ибн Му‘аз, который был вождём ауситов, а несколько кланов этого племени были союзниками бану Курайза в доисламский период. Хотя они настаивали на снисхождении, Са‘д решил, что все мужчины должны быть казнены, а женщины и дети проданы в рабство; он, по-видимому, понял, что верность исламскому сообществу должна преобладать над всеми прежними племенными и клановыми верностями. Са‘д, которого доставили обратно в палатку, где его лечили, из земель бани Курайза, умер от потери крови в возрасте тридцати семи лет.
Пророк Мухаммад, по-видимому, глубоко переживал эту утрату, поскольку Са‘д сделал для обеспечения роста ислама больше, чем любой другой из ансаров. Пророк возглавил погребальную молитву, и он был похоронен на кладбище Джаннат аль-Баки. Услышав жалобы, воспетые его матерью Кабшой, Пророк сказал, что плачущие обычно не говорят правды, но то, что сказала мать Са‘да, было правдой. Хассан ибн Сабит также написал для него элегию. Сообщается, что Пророк заявил, что Трон содрогнулся в связи со смертью Са‘да, семьдесят тысяч ангелов присутствовали на его похоронах и что он был из обитателей Рая.
Род Са‘да продолжили его сыновья ‘Амр и ‘Абдуллах. Известно, что в IX веке его потомки жили в Медине, а в XIII веке в Дамаске. Врач, естествоиспытатель, мыслитель и поэт Ибн ас-Сувейди (ум. 1291) является одним из потомков Са‘да. Предоставляя информацию о Са‘де ибн Му‘азе и его могиле во второй половине XIX века, Эйюп Сабри-паша утверждал, что гробница, которая, как говорят, принадлежит Фатиме бинт Асад, матери Али ибн Абу Талиба в Джаннат аль-Баки, на самом деле принадлежит Са‘ду ибн Му‘азу. Мечеть, построенная в честь Са‘да ибн Му‘аза на юго-западе от мечети, принадлежащей Умару ибн аль-Хаттабу в районе Масаджид Саб‘а, показанная на карте Медины 1947 года, была позже снесена. Поскольку Са‘д умер в ранний период, когда традиция передачи хадисов не была широко распространена, от него был передан один хадис, включённый в сборники хадисов.